# Dolno Szredorecsie
Dolno Szredorecsie (macedónul: Долно Средоречие) település Észak-Macedóniában, a Délnyugati körzet Debarcai járásában.

## Népesség
2002-ben 57 lakosa volt, akik mindannyian macedónok.
| Lakosok száma | 111  | 70   | 71   | 66   | 55   | 57   | 43   |
|               | 1948 | 1971 | 1981 | 1991 | 1994 | 2002 | 2021 |